# Elena Bodnarenco
Elena Bodnarenco (n. 5 martie 1965, Soroca – d. 4 iulie 2022, Chișinău) a fost o politiciană moldoveană, rusofonă de etnie ucraineană, deputat în Parlamentul Republicii Moldova în Legislatura 2014-2019 și anterior în Legislatura 2005-2010 pe listele Partidului Comuniștilor. Din 2011 până în ianuarie 2015, Elena Bodnarenco a fost primar al orașului Soroca.
În ianuarie 2016 Elena Bodnarenco a afirmat că a fost contactată de un deputat PDM, care i-a propus bani sau funcții pentru a părăsi partidul pe care-l reprezintă (PCRM). Ea a mai declarat că aproape toți deputații din legislatura 2014-2018 care și-au părăsit fracțiunile lor și eventual s-au aliat cu PDM - au fost supuși coruperii sau presiunii pentru a face acești pași.